# Tyranny (Julian Casablancas)
Tyranny è il primo album discografico del gruppo statunitense Julian Casablancas + The Voidz, pubblicato nel settembre 2014.
È stato registrato al Subtle McNugget Studios, Los Angeles, CA e al Labyrinth, NYC. Pubblicato il 23 settembre 2014 tramite l'etichetta Cult Record 
Il primo singolo dall'album, la traccia da 11 minuti "Human Sadness", è stata pubblicata il 2 settembre 2014.
Il 19 settembre, Tyranny è stato reso disponibile per lo streaming sui siti web di Rolling Stone e Pitchfork . 

## Accoglienza
Secondo la recensione del The Guardian l'album:
Il The New Zealand Herald mette in evidenza come il cantautore Julian Casablancas abbia spiazzato tutti con il nuovo album:
L'album è arrivato al 50° posto nella lista "Top 50 Albums of 2014" di NME. 

## Videografia
Il video musicale di Human Sadness è stato pubblicato il 27 maggio 2015. Si tratta di un cortometraggio co-diretto da Warren Fu, (regista di Instant Crush, Infinity Repeating (2013 Demo) e altri video dei The Strokes), Nicholaus Goossen e Wissa, basato su una storia di Julian Casablancas, Warren Fu e Jacob Bercovici
In una intervista per il magazine Vice raccontano il concept del video :
Il video musicale per il secondo singolo "Where No Eagles Fly" è stato diretto dal chitarrista Jeramy "Beardo" Gritter, 
con immagini dei videogiochi arcade degli anni '80, l'idea principale era quella di realizzare un video artistico analogico utilizzando VHS Beta e pellicole da 8 mm, il tutto senza l'ausilio del computer. 

## Tracce
Tutte le tracce sono scritte da .
1. Take Me in Your Army (Jake Bercovici, Casablancas) – 4:20
2. Crunch Punch – 4:50
3. M.utually A.ssured D.estruction – 2:31
4. Human Sadness (Alex Carapetis, Casablancas) – 10:56
5. Where No Eagles Fly (Bercovici, Casablancas) – 3:44
6. Father Electricity – 7:23
7. Johan Von Bronx – 5:58
8. Business Dog (Casablancas, Jeramy Gritter) – 2:35
9. Xerox – 5:01
10. Dare I Care – 6:07
11. Nintendo Blood – 5:53
12. Off to War... – 3:17

## Formazione
- Julian Casablancas - voce
- Jeramy "Beardo" Gritter - chitarra
- Amir Yaghmai - chitarra
- Jacob "Jake" Bercovici - basso, synth
- Alex Carapetis - batteria, percussioni
- Jeff Kite - tastiere